# ジェフ・ケナード
ジェフ・ケナード（Jeff Kennard、1981年6月26日 - ）は、メジャーリーグベースボール・アメリカンリーグ東部地区のニューヨーク・ヤンキース所属、右投右打の投手。アメリカ合衆国のオハイオ州出身。
メジャーデビューは果たしていないが、2006年にはAAでは27試合に登板し、3勝6敗ながら防御率3.29、54.2イニングで58奪三振を奪う数字を残した。